# Parafia św. Barbary w Złotowie
Parafia świętej Barbary w Złotowie – parafia rzymskokatolicka, znajdująca się w diecezji toruńskiej, w dekanacie Lubawa. 

## Proboszczowie
- ks. Aleksander Rutecki[2]
- ks. Karol Franciszek Schmidt[2]
- ks. Jakub Maciejko (?–2024)[2]
- ks. Andrzej Jankowski (2024– )[3]